# 院内駅
院内駅（いんないえき）は、秋田県湯沢市上院内字小沢にある、東日本旅客鉄道（JR東日本）奥羽本線の駅である。
秋田県内の駅としては最も南に位置する。及位駅 - 当駅間の8.6キロメートルは複線区間となっているが、列車本数は2025年（令和7年）4月ダイヤ改正時点で7往復と少ない。
新庄駅から秋田駅間を直通する1往復の気動車列車以外は全て当駅で秋田方面に折り返す（2025年〈令和7年〉時点で9本）。また、当駅以北は秋田支社の管轄になる。

## 歴史
- 1904年（明治37年）10月21日：鉄道作業局（国鉄）の駅として雄勝郡院内町（現在は同郡雄勝町を経て湯沢市）に開業[2]。
- 1976年（昭和51年）4月1日：貨物の取り扱いを廃止[5]。
- 1984年（昭和59年）2月1日：荷物の扱いを廃止[5]。
- 1986年（昭和61年）11月1日：駅員無配置駅となり[6]、簡易委託化[新聞 1]。
- 1987年（昭和62年）4月1日：国鉄分割民営化により、東日本旅客鉄道（JR東日本）の駅となる[5]。
- 1988年（昭和63年）
  - 2月2日：火事で木造旧駅舎が焼失[新聞 2]。
  - 9月：合築駅舎の建設に着手[新聞 3]。
- 1989年（平成元年）
  - 3月11日：駅舎部分の利用を開始[新聞 3]。
  - 4月8日：「院内銀山異人館」が開業し、合築駅舎が完成[新聞 3]。
- 2002年（平成14年）：東北の駅百選に選定される。
- 2009年（平成21年）3月31日：簡易委託解除。
- 2021年（令和3年）4月1日：湯沢駅の業務委託化に伴い、横手駅に管理駅が変更となる。
- 2024年（令和6年）10月1日：えきねっとQチケのサービスを開始[1][7]。

大正初期には院内駅から下院内湯ノ沢の湯ノ沢温泉まで温泉客を輸送するため軽便レールが敷設され人車による輸送が行われており、日進社による馬車鉄道への転換も計画されたがこちらは未成に終わった。

## 駅構造
単式ホーム1面1線と島式ホーム1面2線、合計2面3線のホームを持つ地上駅である。互いのホームは跨線橋で連絡している。
横手駅管理の無人駅である。駅舎は郷土資料館「院内銀山異人館」を併設した鉄筋コンクリート造2階建てで、明治時代に院内銀山に招聘されていたドイツ人技師の住宅をモデルとし、赤煉瓦調の洋風建築となっている。当時、駅舎の所在していた雄勝町が建設費1億3,400万円を負担して建設された。

### のりば
| 番線 | 路線      | 方向 | 行先           | 備考                     |
| ---- | --------- | ---- | -------------- | ------------------------ |
| 1    | ■奥羽本線 | 下り | 秋田方面       | 新庄方面からの気動車列車 |
| 2    | ■奥羽本線 | 上り | 新庄・山形方面 |                          |
| 3    | ■奥羽本線 | 下り | 秋田方面       | 当駅折返しの電車列車     |

付記事項
- 3番線は元々は上下共用の待避線であったが、2025年4月に当駅から新庄方が非電化となったことに伴い、秋田方面からの電車が3番線で折返し、横堀駅始発で2番線に入る新庄方面行きの気動車へ接続する形式となった。なお、新庄方面からの乗り継ぎについては当駅だとホームの移動を伴うため、同一ホームで乗り継げる横堀駅での乗り換えが推奨されている。なお、早朝・深夜の1往復に限り、気動車列車が秋田駅まで直通する。
- 当駅着の最終電車は、客を降ろした後、夜間滞泊を行わずに横手駅に回送する。

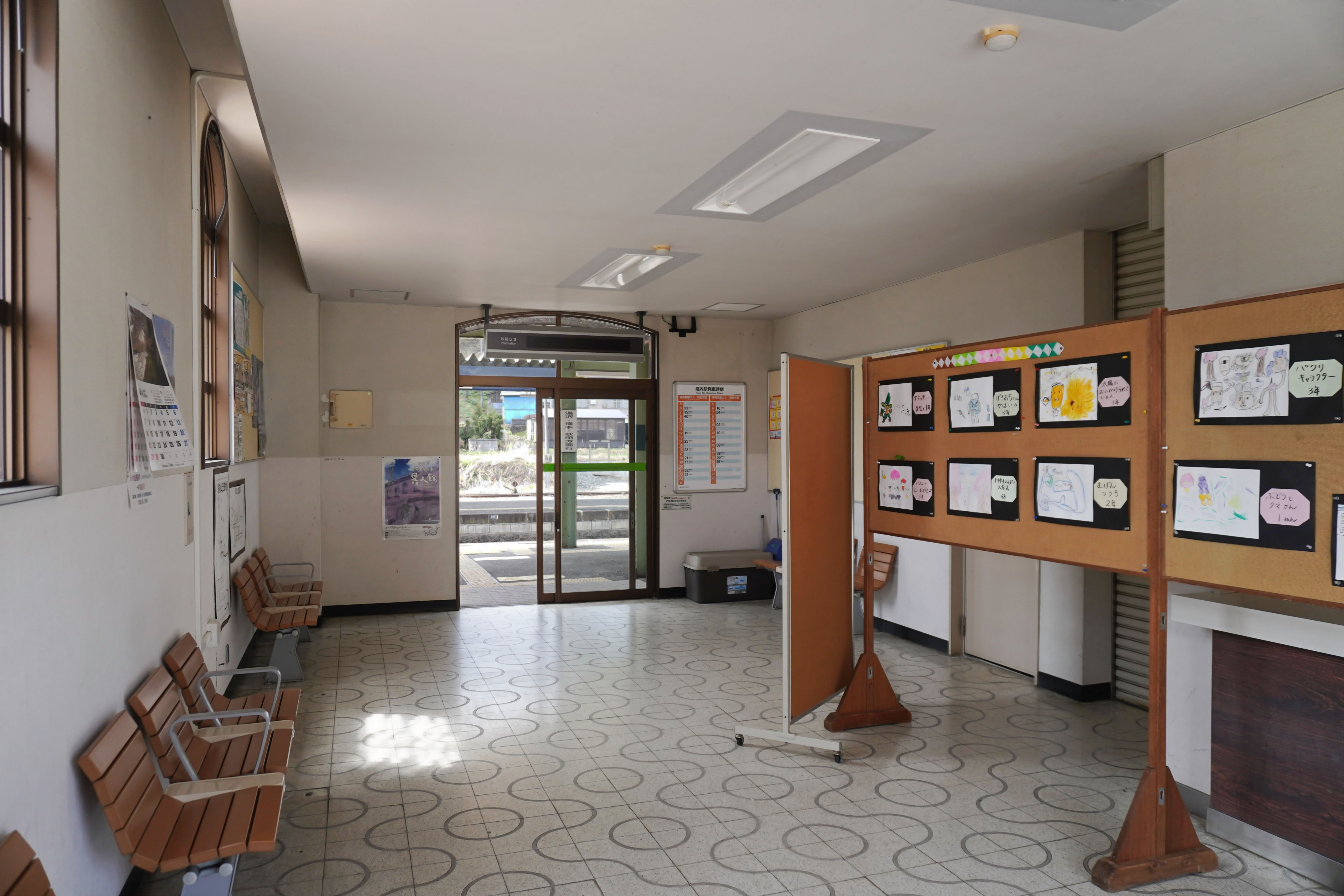
待合室（2024年4月）
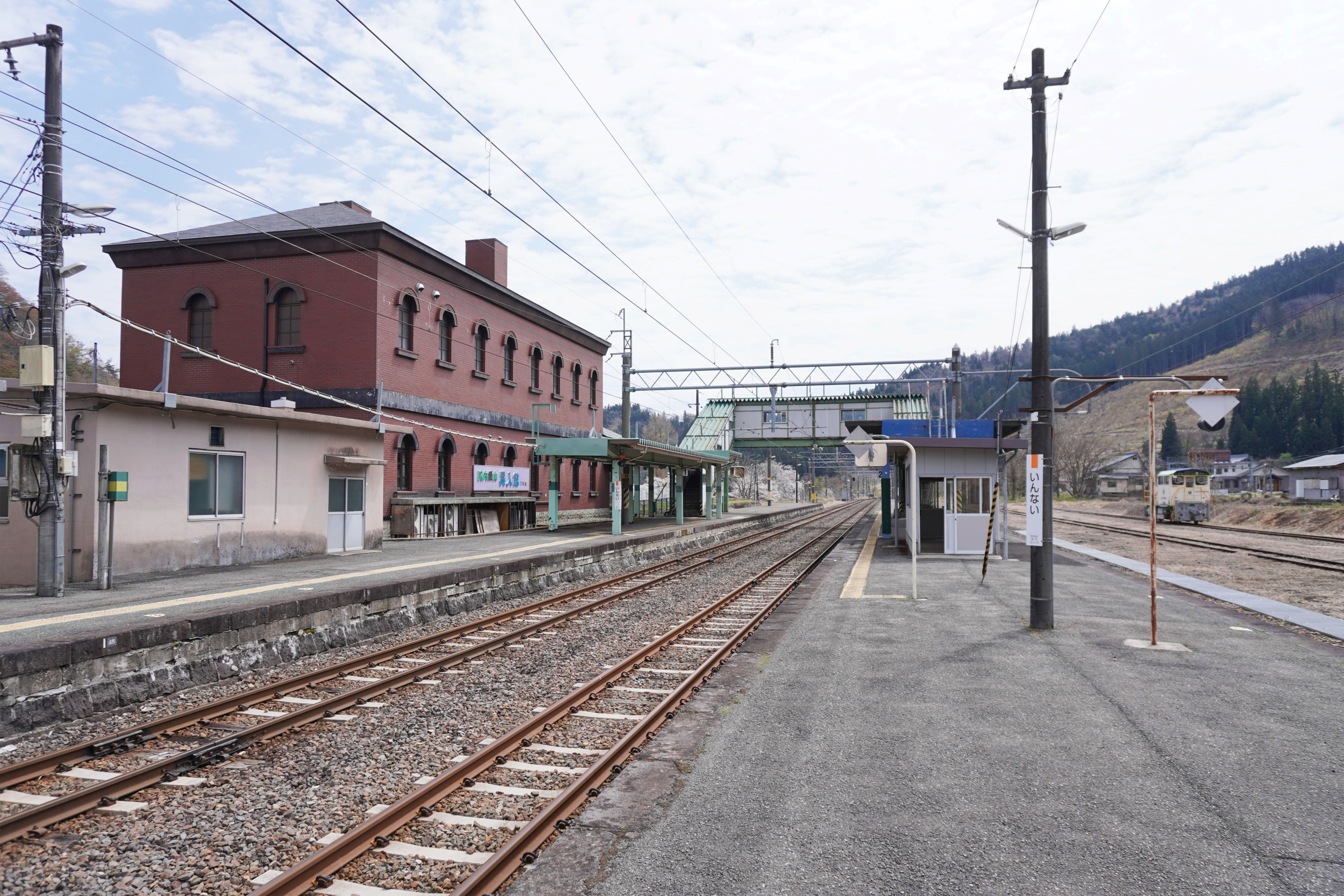
ホーム（2024年4月）

## 利用状況
JR東日本によると、2000年度（平成12年度）- 2007年度（平成19年度）の1日平均乗車人員の推移は以下のとおりであった。
| 乗車人員推移       | 乗車人員推移     | 乗車人員推移   |
| 年度               | 1日平均 乗車人員 | 出典           |
| ------------------ | ---------------- | -------------- |
| 2000年（平成12年） | 69               | [ 利用客数 1 ] |
| 2001年（平成13年） | 63               | [ 利用客数 2 ] |
| 2002年（平成14年） | 58               | [ 利用客数 3 ] |
| 2003年（平成15年） | 59               | [ 利用客数 4 ] |
| 2004年（平成16年） | 55               | [ 利用客数 5 ] |
| 2005年（平成17年） | 55               | [ 利用客数 6 ] |
| 2006年（平成18年） | 49               | [ 利用客数 7 ] |
| 2007年（平成19年） | 47               | [ 利用客数 8 ] |

## 駅周辺
- 院内郵便局
- 岩井堂洞窟（国指定史跡）
- 道の駅おがち小町の郷

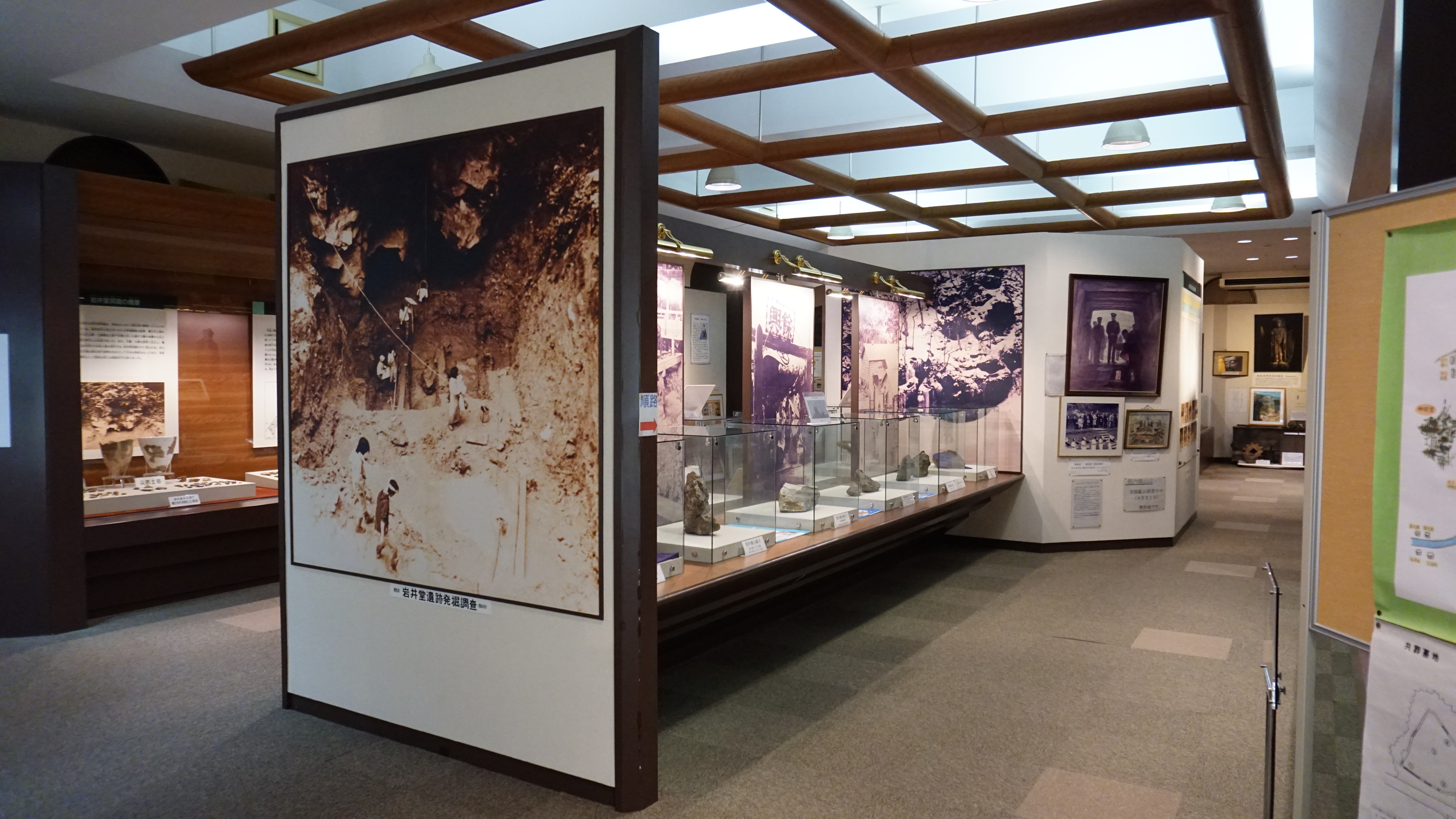
駅舎に併設された院内銀山異人館（2018年7月）

- リフレッシュ交流センターほっと館[3]
- 雄物川
- 秋田県道278号雄勝湯沢線

## その他
- 「秋田県最南端の駅、郷土博物館併設の駅舎」として、東北の駅百選に選定された。
- 夏祭り「えびすだら」の最寄り駅。

## 隣の駅
東日本旅客鉄道（JR東日本）
■奥羽本線
□快速
真室川駅 - 院内駅 - 横堀駅
■普通
及位駅 - 院内駅 - 横堀駅

### 記事本文

#### 新聞記事
1. ↑  「22駅の業務近代化 秋鉄、11月から簡易委託へ」『交通新聞』交通協力会、1986年5月28日、1面。
2. ↑  「院内駅が全焼 JR奥羽線」『朝日新聞』1988年2月3日、朝刊、27面。
3. 1 2 3 4 5  「院内銀山異人館が完成」『秋田魁新報』秋田魁新報社、1989年4月9日、朝刊、13面。

### 利用状況
1. ↑  「JR東日本：各駅の乗車人員（2000年度）」東日本旅客鉄道。2025年7月15日閲覧。
2. ↑  「JR東日本：各駅の乗車人員（2001年度）」東日本旅客鉄道。2025年7月15日閲覧。
3. ↑  「JR東日本：各駅の乗車人員（2002年度）」東日本旅客鉄道。2025年7月15日閲覧。
4. ↑  「JR東日本：各駅の乗車人員（2003年度）」東日本旅客鉄道。2025年7月15日閲覧。
5. ↑  「JR東日本：各駅の乗車人員（2004年度）」東日本旅客鉄道。2025年7月15日閲覧。
6. ↑  「JR東日本：各駅の乗車人員（2005年度）」東日本旅客鉄道。2025年7月15日閲覧。
7. ↑  「JR東日本：各駅の乗車人員（2006年度）」東日本旅客鉄道。2025年7月15日閲覧。
8. ↑  「JR東日本：各駅の乗車人員（2007年度）」東日本旅客鉄道。2025年7月15日閲覧。